# Тимберлейк, Джастин
Джа́стин Рэ́ндалл Ти́мберлейк (англ. Justin Randall Timberlake; род. 31 января 1981, Мемфис, Теннесси) — американский певец, автор песен, композитор, продюсер, танцор и актёр. Обладатель четырёх премий «Эмми» и девяти премий «Грэмми».
Джастин Тимберлейк пришёл к славе в качестве одного из солистов бой-бэнда ’N Sync. В 2002 году он выпустил свой первый сольный альбом Justified, проданный более 8 миллионов копий по всему миру. Вторым соло-релизом Тимберлейка стал альбом FutureSex/LoveSounds, который был выпущен в 2006 году и включил в себя такие успешные синглы как «SexyBack», «My Love» и «What Goes Around... Comes Around», ставшие хитами № 1 в США. К январю 2008 года FutureSex/LoveSounds разошёлся более чем 8 000 000 копий. Тимберлейк продал более 18 000 000 копий своих двух соло-альбомов. Всего в мире продано более 88 000 000 экземпляров альбомов Тимберлейка. Также он основал собственный рекорд-лейбл Tennman Records и запустил линию одежды William Rast.

## Детство
Джастин Тимберлейк родился 31 января 1981 года в Мемфисе, штат Теннесси, в семье Линн Харлэсс (англ. Lynn Harless) и Рэндалла Тимберлейка (англ. Randall Timberlake). Тимберлейк имеет английские, немецкие, французские корни и неподтвержденное индейское происхождение. Его дед со стороны отца, Чарльз Л. Тимберлейк (англ. Charles L. Timberlake), муж Бобби Джойс (англ. Bobbye Joice), был баптистским священником, и Джастин Тимберлейк был воспитан в традициях баптистской веры, считая себя хоть и христианином, но скорее «духовным, чем религиозным».
Его родители развелись в 1985 году, затем оба нашли себе новых супругов. Его мать, которая сейчас[уточнить] руководит развлекательной компанией Just-in Time Entertainment, вышла замуж за Пола Харлэсса (англ. Paul Harless), когда Джастину Тимберлейку было 5 лет. В это время его отец, дирижёр хора в баптистской церкви, также женился, и его вторая жена Лиза родила двух сыновей: Джонатана (род. 1993) и Стивена (род. 1998). Сводная сестра Джастина Тимберлейка, Лора, умерла в младенчестве, о чём в своем признании он упомянул как «My Angel in Heaven». Некоторое время после смерти сестры он жил в Оттаве (Канада), но там долго не остался и вернулся на родину.
Первые шаги в музыкальной карьере Тимберлейк сделал на телевизионном шоу Star Search, исполняя песни в стиле кантри под именем Джастин Рэндалл. Он любил смотреть шоу «Клуб Микки Мауса», а его кумирами с детства были Эл Грин и Майкл Джексон, танцевальным движениям которого он пытался подражать. Его первый сольный альбом был в значительной степени составлен из материала, от записи которого отказался Джексон.
Ещё одним кумиром Джастина был Элтон Джон, исполнение песен которого он полюбил. Впоследствии, Тимберлейк сыграл роль молодого Элтона в клипе на его песню «This Train Don’t Stop Here Anymore».
С 1993 года Тимберлейк выступал в детском шоу «Клуб Микки Мауса», где познакомился с будущим коллегой по группе, вокалистом Джейси Чейсезом, а также с Кристиной Агилерой и со своей будущей девушкой — Бритни Спирс. Когда в 1995 году шоу закончилось, Тимберлейк пригласил Чейсеза в новую музыкальную группу, которая вскоре прославилась как ’N Sync.
Кинодебютом Тимберлейка стала роль модели Джейсона Шарпа в фильме «Они поменялись местами».

## ’N Sync
В 1996 году Тимберлейк был привлечён в группу ’N Sync. В мае 1997 года группа выпустила дебютный альбом, который разошёлся более чем 11-миллионным тиражом. Третий студийный альбом ’N Sync No Strings Attached, выпущенный в 2000-м году, продан в количестве около 15 миллионов экземпляров. В том же году группа Тимберлейка получила три награды на церемонии вручения MTV Video Music Awards.

## Сольная карьера

Курьёз с Тимберлейком и Джанет Джексон на Super Bowl Half-Time Show 2004

### Музыка
В 2002 году Тимберлейк начал сольную карьеру, записав альбом Justified (две премии «Грэмми»). В следующем году стал главным лауреатом на MTV Europe Awards, а в 2004 году вокруг него разразился грандиозный скандал. Выступая вместе с Джанет Джексон на Super Bowl Half-Time Show перед миллионами телезрителей, он (случайно, по собственному утверждению) оторвал ту часть топа, которая прикрывала правую грудь Джексон. В песне, которую они исполняли, были слова: «Я тебя раздену до конца этой песни».
После инцидента Тимберлейк сделал паузу в своей карьере, во время которой он нашёл время поработать с рэперами Snoop Dogg и Nelly. Свой второй альбом — FutureSex/LoveSounds (ещё две премии «Грэмми») — он записывал вместе с хип-хоп продюсером и автором песен Тимбалэндом. Диск появился в 2006 году и стал одним из самых популярных релизов года. Три хита из этого альбома — «SexyBack», «My Love» и «What Goes Around…» — достигли первого места в Billboard Hot 100. Тимберлейк был назван «Самым сексуальным мужчиной» такими журналами как Teen People, Cosmopolitan и другими. После этого он решил сделать паузу в музыкальной карьере, чтобы сконцентрироваться на профессии актёра.
В 2013 Тимберлейк вернулся в музыку в совместной песне с Джей-Зи. Также записал сингл и видеоклип «Mirrors», обещающий стать очередным суперхитом. 15 марта того же года состоялся релиз третьего альбома Тимберлейка — The 20/20 Experience, который получил высокие оценки как фанатов, так и критиков. В сентябре последовал альбом-продолжение The 20/20 Experience: 2 of 2, который имел более танцевальный настрой. Он получил менее восторженные отзывы критиков, но стартовал на первом месте чарта Billboard 200. В поддержу обоих альбомов прошёл большой тур The 20/20 Experience World Tour, который начался в 2014 году.
2 января 2018 года Джастин Тимберлейк объявил дату релиза его первого за пять лет студийного альбома. Свой новый альбом Джастин назвал самой личной пластинкой, которую он когда-либо выпускал. 5 января Тимберлейк выпустил первый трек из нового альбома, причем сразу с клипом. Певец представил музыкальное видео на композицию Filthy с пластинки Man of the Woods.
2 февраля выпустил свой пятый студийный альбом Man of the Woods, в который вошли 16 треков, включая совместные композиции с Алишей Кис и Крисом Стэплтоном.
4 февраля прошёл 52-й Супербоула. Тимберлейк стал хэдлайнером шоу в перерыве. Он устроил 13-минутное шоу. Одну из своих песен Тимберлейк посвятил певцу Принсу, который скончался в 2016 году.

### Кино
В 2005 году вышел фильм «Эдисон», где Тимберлейк играл журналиста, узнавшего о сплошной коррумпированости подразделения спецназа в полиции своего городка и объединившего свои усилия в расследовании с пожилым опытным журналистом Эшфордом (Морган Фримен) и частным сыщиком Уолласом (Кевин Спейси).
В 2006 году на экраны кинотеатров вышел фильм «Альфа Дог», в котором Тимберлейк исполнил одну из главных ролей. Отзывы на игру Тимберлейка были в основном положительными.
В мультфильме «Шрек 2» (2004) портрет Тимберлейка с подписью Сэр Джастин висел в комнате принцессы Фионы. В 2007 году озвучил юного Короля Артура в мультфильме «Шрек Третий». В 2008 снялся в фильме «Секс Гуру» с Майком Майерсом и Джессикой Альбой.
В 2010 году сыграл Шона Паркера в оскароносном фильме «Социальная сеть», рассказывающем о создании Facebook, а также озвучил медвежонка Бу-Бу в фильме «Медведь Йоги» по одноимённому мультсериалу.
В 2011 году вышло три фильма с участием Тимберлейка: комедия «Очень плохая училка», романтическая комедия «Секс по дружбе» и фантастический боевик-антиутопия «Время».
В 2012 году снялся в спортивной драме Клинта Иствуда «Кручёный мяч».
В 2013 году снялся вместе с Беном Аффлеком и Джеммой Артертон в триллере «Va-банк», который получил негативные отзывы. Когда Аффлек был выбран на роль Бэтмена в фильм «Бэтмен против Супермена» (сиквел фильма «Человек из стали»), в сентябре Тимберлейк в интервью высказался в его поддержку, а также признался, что мечтает сыграть суперзлодея Загадочника из комиксов о Бэтмене.

## Личная жизнь
В 1997—2002 годах встречался с Бритни Спирс, после расставания выпустил песню и клип «Cry Me a River». Песня впоследствии стала мировым хитом.
В 2003 году Тимберлейк начал встречаться с Камерон Диас. В начале 2007 года пара объявила о разрыве отношений.
В феврале 2007 года начал встречаться с актрисой Джессикой Бил. В 2011 году они расстались, но несколько месяцев спустя помирились и 19 октября 2012 года поженились в Италии. В апреле 2015 года у пары родился сын Сайлас Рэндалл Тимберлейк. Летом 2020 года у пары родился второй сын Финеас.
18 июня 2024 года Тимберлейк был арестован за вождение в нетрезвом виде в Саг-Харборе, штат Нью-Йорк.
Тимберлейк является поклонником бейсбольного клуба «Лос-Анджелес Доджерс».
Летом 2025 года Тимберлейк сообщил об обнаружении у него болезни Лайма, которая стала причиной его плохого самочувствия во время концертов, однако артист принял решение продолжать выступления.

## Дискография

### Студийные альбомы
В составе ’N Sync:
- *NSYNC' (1997)
- No Strings Attached (2000)
- Celebrity (2001)

Сольные
- Justified (2002)
- FutureSex/LoveSounds (2006)
- The 20/20 Experience (2013)
- The 20/20 Experience: 2 of 2 (2013)
- Man of the Woods (2018)
- Everything I Thought it Was (2024)

### Дуэты
- 2001 — «What It’s Like to Be Me» (Бритни Спирс при участии Джастина Тимберлейка)
- 2002 — «Work It» (Nelly при участии Джастина Тимберлейка)
- 2003 — «Where Is the Love?» (The Black Eyed Peas при участии Джастина Тимберлейка)
- 2003 — «My style» (The Black Eyed Peas при участии Джастина Тимберлейка)
- 2005 — «Signs» (Snoop Dogg при участии Чарли Уилсона и Джастина Тимберлейка)
- 2006 — «My Love» (при участии T.I.)
- 2007 — «Dick in a Box» (The Lonely Island при участии Джастина Тимберлейка)
- 2007 — «Give It to Me» (Тимбалэнд при участии Нелли Фуртадо и Джастина Тимберлейка)
- 2007 — «Ayo Technology» (50 Cent при участии Джастина Тимберлейка и Тимбалэнда)
- 2007 — «Nite Runner» (Duran Duran при участии Джастина Тимберлейка и Тимбалэнда)
- 2007 — «Falling Down» (Duran Duran при участии Джастина Тимберлейка)
- 2007 — «Until the End of Time» (при участии Бейонсе)
- 2008 — «4 Minutes» (Мадонна при участии Джастина Тимберлейка и Тимбалэнда)
- 2008 — «Rehab» (при участии Рианны)
- 2008 — «Dead & Gone» (при участии T.I.)
- 2009 — «Love Sex Magic» (при участии Сиары)
- 2010 — «Love Dealer» (Эсме Дентерс при участии Джастина Тимберлейка)
- 2011 — «3-Way (The Golden Rule)» (при участии The Lonely Island и Lady Gaga)
- 2011 — «Motherlover» (при участии The Lonely Island)
- 2013 — «Suit & Tie» (при участии Jay-Z)
- 2013 — «Holy Grail» (Jay-Z при участии Джастина Тимберлейка)
- 2014 — «Love Never Felt So Good» (Майкл Джексон при участии Джастина Тимберлейка)
- 2017 — «Say Something» (при участии Криса Стэплтона)
- 2017 — «Morning Light» (при участии Алиши Киз)
- 2020 — «Don’t Slack» (вместе с Андерсоном Паком)

## Туры
- Justified World Tour (2003—2004)
- Justified & Stripped Tour (совместно с Кристиной Агилерой) (2003)
- The 2007 FutureSex/LoveShow (2007)
- Legends of the Summer Stadium Tour (2013)
- The 20/20 Experience World Tour (2013—2015)
- Man of the Woods Tour (2018)
- The Forget Tomorrow Tour (2024-2025)

## Фильмография
| Год  | Русское название       | Оригинальное название  | Роль                        |
| ---- | ---------------------- | ---------------------- | --------------------------- |
| 2000 | Они поменялись местами | Model Behavior         | Джейсон Шарп                |
| 2001 | Воля случая            | Longshot               | парковщик                   |
| 2001 | На связи               | On the Line            | гримёр (в титрах не указан) |
| 2005 | Эдисон                 | Edison Force           | журналист Джошуа Поллак     |
| 2006 | Альфа Дог              | Alpha Dog              | Фрэнки Болленбакер          |
| 2006 | Истории юга            | Southland Tales        | рассказчик                  |
| 2006 | Стон чёрной змеи       | Black Snake Moan       | Ронни                       |
| 2007 | Шрек Третий            | Shrek the Third        | Артур Пендрагон (голос)     |
| 2008 | Секс-гуру              | The Love Guru          | Жак Гранд                   |
| 2009 | Открытая дорога        | The Open Road          | Карлтон Гарретт             |
| 2010 | Социальная сеть        | The Social Network     | Шон Паркер                  |
| 2010 | Медведь Йоги           | Yogi Bear              | Бу-Бу (голос)               |
| 2011 | Очень плохая училка    | Bad Teacher            | Скотт Де Лакор              |
| 2011 | Секс по дружбе         | Friends with Benefits  | Дилан Харпер                |
| 2011 | Время                  | In Time                | Уилл Салас                  |
| 2012 | Кручёный мяч           | Trouble with the Curve | Джонни Флэнаган             |
| 2013 | Внутри Льюина Дэвиса   | Inside Llewyn Davis    | Джим Берки                  |
| 2013 | Va-банк                | Runner, Runner         | Ричи Фёрст                  |
| 2016 | Тролли                 | Trolls                 | Цветан                      |
| 2017 | Колесо чудес           | Wonder Wheel           | Микки Рубин                 |
| 2020 | Тролли. Мировой тур    | Trolls World Tour      | Цветан                      |
| 2021 | Палмер                 | Palmer                 | Эдди Палмер                 |
| 2023 | Тролли. Группа в сборе | Trolls Band Together   | Цветан                      |
| 2023 | Рептилии               | Reptile                | Уилл Грейди                 |